# Jacques Marquette

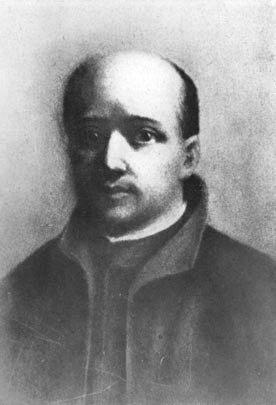
Jacques Marquette.

Jacques Marquette, född den 10 juni 1637 i Laon, död den 18 maj 1675, var en fransk jesuitmissionär och upptäcktsresande.
Marquette begav sig 1666 till Kanada och grundlade 1668 en stadigvarande missionsstation vid Sault Sainte Marie, vid Lake Superior. Han har ett namn i Amerikas upptäcktshistoria som deltagare med Louis Jolliet i en färd utför Mississippi 1673. En hans skildring över denna färd offentliggjordes i Thévenots Recueil de voyages (1681).
Flera orter, bland annat staden Marquette i den amerikanska delstaten Michigan, är uppkallade efter Jacques Marquette. Även två countyn har fått sina namn efter honom: Marquette County, Michigan och Marquette County, Wisconsin.